# آيت الحاج حمادي (آيت إيكو موسى)
آيت الحاج حمادي هو دُوَّار يقع بجماعة عين جمعة، عمالة مكناس، جهة فاس مكناس في المملكة المغربية. ينتمي الدوّار لمشيخة آيت إيكو موسى التي تضم 18 دوار. يقدر عدد سكانه بـ 88 نسمة حسب الإحصاء الرسمي للسكان والسكنى لسنة 2004.

## وصلات خارجية
- البوابة الوطنية للجماعات الترابية
- المندوبية السامية للتخطيط